# Patinoire de Kockelscheuer
Il Patinoire de Kockelscheuer è uno stadio del ghiaccio che si trova a Kockelscheuer, frazione di Lussemburgo, capitale del Granducato del Lussemburgo.
Ha una pista principale, con una capacità di 768 spettatori, ed una secondaria, realizzata nel 2006, da 100 posti.
Ospita incontri di hockey su ghiaccio (Tornado Luxembourg Hockey, che milita nei campionati francesi, e la squadra giovanile dei Icehockey Huskies Luxembourg), oltre a gare di short track, pattinaggio su ghiaccio, danza su ghiaccio, curling e stock sport.
Ha ospitato tre edizioni del Campionato mondiale di hockey su ghiaccio - Terza Divisione: 2008, 2010 e 2014.